# فرانك بريان
فرانك بريان (12 سبتمبر 1853 - 11 يونيو 1923) (بالإنجليزية: Frank Bryan)‏ هو لاعب كريكت بريطاني.